# Centroberyx druzhinini
Centroberyx druzhinini är en fiskart som först beskrevs av Busakhin, 1981.  Centroberyx druzhinini ingår i släktet Centroberyx och familjen beryxfiskar. Inga underarter finns listade i Catalogue of Life.